# Philly Mignon
Philly Mignon è un album di Philly Joe Jones, pubblicato dalla Galaxy Records nel 1977. Il disco fu registrato al "Fantasy Studio B" di Berkeley (California) nelle date indicate.

## Tracce
Lato A
1. Confirmation – 6:38 (Charlie Parker) – Registrato il 1º dicembre 1977
2. Neptunis – 12:23 (Benny Bailey) – Registrato il 1º dicembre 1977

Lato B
1. Jim's Jewel – 5:10 (Charles Bowen, Jr.) – Registrato il 30 novembre 1977
2. Polka Dots & Moonbeams – 10:28 (Jimmy Van Heusen, Johnny Burke) – Registrato il 1º dicembre 1977
3. United Blues – 5:41 (Ron Carter) – Registrato il 29 novembre 1977

## Musicisti
- Philly Joe Jones - batteria
- Ira Sullivan - sassofono soprano, sassofono alto, sassofono tenore, flauto
- Dexter Gordon - sassofono tenore
- Nat Adderley - cornetta
- George Cables - pianoforte,
- Ron Carter - contrabbasso